# Thomas C. Hart
Thomas Charles Hart (Davison, 12 giugno 1877 – Sharon, 4 luglio 1971) è stato un ammiraglio statunitense, la cui carriera si sviluppò dalla guerra ispano-americana a gran parte della seconda guerra mondiale.
Si arruolò nella United States Navy nel 1897 e partecipò in prima linea alla guerra contro la Spagna l'anno successivo, facendosi notare. All'inizio del XX secolo si specializzò in artiglieria navale e poi nel siluro, tanto da scrivere con un superiore un manuale d'impiego. Questa versatilità fece sì che fosse imbarcato sia su grandi navi da battaglia, sia su cacciatorpediniere che, anzi, rappresentarono per lui i primi comandi in mare. Tra il 1911 e il 1914 lavorò inoltre in un silurificio, acquisendo grande padronanza tecnica e avvicinandosi alle dinamiche politiche di fabbrica: in questo periodo egli e Franklin Delano Roosevelt svilupparono una reciproca antipatia. Nel 1916-1917 comandò una divisione di sommergibili con risultati tanto buoni che raggiunse rapidamente il grado di capitano di vascello, per poi partecipare alla prima guerra mondiale alla testa di un gruppo di battelli distaccato nel Regno Unito. Negli anni venti continuò i variegati incarichi: comandò una flottiglia sottomarina, una nave da battaglia, concluse la propria formazione al Naval War College (1923), nel 1927-1929 fu Ispettore degli armamenti nel silurificio doveva aveva già lavorato e, infine, fu promosso contrammiraglio e messo a capo della forza sottomarina statunitense. Forte della sua esperienza, fu sovrintendente della United States Naval Academy tra 1931 e 1934; tornò al servizio in mare alla testa di una divisione di incrociatori pesanti e in seguito assunse il comando della "Scouting Force" della United States Pacific Fleet, divenendo viceammiraglio. Alla fine degli anni trenta entrò nel Comitato generale della Marina, nel quale ebbe grande influenza. Nel luglio 1939 salì al grado di ammiraglio e fu inviato a Manila, per prendere il comando della United States Asiatic Fleet. Con il materiale spesso non moderno di cui dispose e ostacolato anche da carenze logistiche, Hart si preparò a una possibile guerra contro l'Impero giapponese.
Nelle prime ore di ostilità le forze aeree statunitensi furono annientate e l'unica base navale attrezzata distrutta. Hart ripiegò con la propria flotta nelle Indie orientali olandesi e, il 15 gennaio 1942, assunse il comando delle forze navali del composito ABDACOM; colse un successo isolato a Balikpapan, ma fu sollevato dal posto già il 15 febbraio per motivazioni politiche. Rimpatriò e ricoprì incarichi minori fino al febbraio 1945, quando concluse il servizio attivo nelle forze armate per divenire senatore del Connecticut. Scaduto il mandato si ritirò a vita privata con la famiglia e morì in casa propria, a 94 anni.

## Biografia

### Giovinezza e inizio della carriera
Thomas Charles Hart nacque il 12 giugno 1877 nel paese di Davison, situato nella contea di Genesee in Michigan, da Thomas M. Hart e da Isabella Ramsey coniugata Hart. Nell'infanzia e nella prima adolescenza si formò nelle scuole pubbliche di Davison e della vicina cittadina di Flint; espresse poi il desiderio di arruolarsi nella United States Navy: riuscì a passare l'ammissione nel maggio 1893 ed entrò nella United States Naval Academy di Annapolis, nel Maryland, e si diplomò il 4 giugno 1897, settimo o tredicesimo in una classe di quarantasette allievi. All'epoca i regolamenti della Marina statunitense prevedevano un periodo di due anni prima che la recluta potesse ricevere nomine o incarichi ufficiali. Perciò, con la qualifica di aspirante guardiamarina, Hart fu imbarcato sulla nave scuola Alliance e vi rimase per sei mesi, completando la prevista prima crociera e un addestramento basilare. Prima della fine del dicembre 1897 fu trasferito all'equipaggio della moderna nave da battaglia USS Massachusetts, a bordo della quale visse la sua prima esperienza bellica nel contesto della guerra ispano-americana, scoppiata nel 1898. La Massachusetts fu infatti inviata con la formazione preposta la blocco navale di Santiago di Cuba e combatté nella battaglia navale del 3 luglio. Quando arrivò il momento di sbarcare, Hart fu tra i marinai scelti per condurre le inadeguate barche a remi cariche di soldati: egli spiccò per le abilità di navigazione tra scogliere e nel mare agitato. Ebbe una lettera d'encomio e fu riassegnato all'equipaggio dello yacht USS Vixen, requisito all'inizio delle ostilità. A bordo, Hart strinse una sincera e duratura amicizia con il comandante, tenente di vascello Alexander Sharp jr., e il suo vice, il guardiamarina Arthur MacArthur III, fratello maggiore del celebre generale. Per il resto della guerra si occupò di ricevere i dispacci provenienti dall'United States Army e recarli ai comandi a terra, impegnati nell'assedio di Santiago; a bordo del Vixen, inoltre, era di solito preposto ad accogliere Theodore Roosevelt, vice del Segretario alla Marina e coinvolto negli scontri contro gli spagnoli: Hart rivestiva di solito il ruolo di ordinanza per l'ufficiale. Il conflitto terminò ad agosto e nel settembre 1898 Hart fu brevemente trasferito alla piccola unità USS Hist prima di fare rapporto a bordo della nave da battaglia USS Indiana; fu quindi assegnato per un periodo al servizio a terra prima di imbarcarsi, nell'ottobre 1899, sul vecchio sloop-of-war USS Hartford. Sembra che già il 1º luglio dello stesso anno avesse ricevuto la nomina a guardiamarina.

### Il primo Novecento e la Grande Guerra
All'inizio del XX secolo l'Accademia di Annapolis stava profondamente modificando impostazione e scopi sotto gli stimoli del dinamico presidente Roosevelt, certo che una marina militare numerosa e ben addestrata fosse la chiave per espandere l'influenza statunitense. In quest'ottica, il promettente Hart fu richiamato all'istituto nell'ottobre 1902 e creato istruttore reclute proprio in virtù della preziosa esperienza bellica: insegnò nel Dipartimento armamenti e artiglieria navale e collaborò con il capitano di fregata William Fullam nell'aggiornamento del manuale relativo, usato ad Annapolis dal 1903 al 1918. Concluso questo servizio nel maggio 1904, fu assegnato alla nave da battaglia USS Missouri in qualità di division officer, figura occupantesi del personale di leva a bordo di una nave; era intanto divenuto, in data non specificata dalle fonti, tenente di vascello. Dal dicembre 1905 al novembre 1906 ricevette il primo comando della sua carriera, il cacciatorpediniere USS Lawrence. Hart rimase colpito dalle potenzialità del siluro e si interessò personalmente a questa tecnologia, maturando una solida conoscenza che lo rese l'ufficiale più esperto in questo campo nella Marina statunitense coeva; proseguì dunque su questa strada quale supervisore dell'allestimento finale del cacciatorpediniere USS Hull e ne divenne il primo comandante. Nel giugno 1907, però, fu ridestinato a un posto nell'Ufficio armamenti al ministero della Marina di Washington proprio in virtù della sua fama di esperto di armi. Vi lavorò per due anni con profitto, confermando ai superiori le proprie capacità, e nell'ultima fase di questo incarico (gennaio-giugno 1909) fu inoltre aiutante di campo del Vicesegretario alla Marina. Hart tornò al servizio in mare a bordo della nave da battaglia USS Virginia come ufficiale all'artiglieria, rimanendovi sino al dicembre 1909. Il comandante dell'unità era allora il suo amico Alexander Sharp, che lo incoraggiò a imporre un severo regime d'addestramento nella pratica del tiro: ciò si tradusse in un'ottima prestazione della Virginia durante una competizione interna alla Marina. Hart fu premiato con la promozione a capitano di corvetta e a ulteriore riconoscimento delle sue doti gli fu affidata la cura dell'allestimento finale della nuova nave da battaglia USS North Dakota: al momento dell'entrata in servizio (11 aprile 1910) prese il posto di ufficiale capo all'artiglieria.

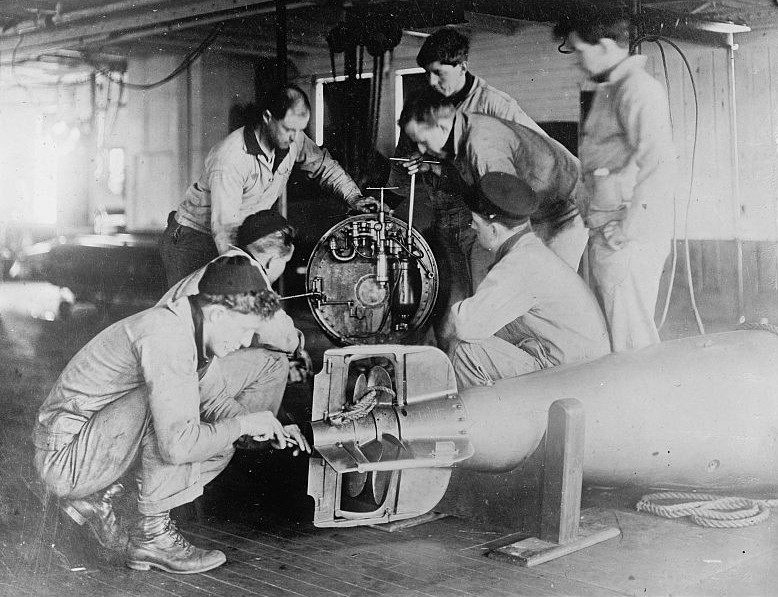
Operai a tecnici nello stabilimento per i siluri a Rhode Island: erano sotto la responsabilità di Hart

Ormai noto e affermato negli ambienti militari, Hart fece rapporto nell'ottobre 1911 e fu inviato a Newport nel Rhode Island, dove era da poco in funzione una fabbrica di siluri. Egli assunse la direzione del reparto tecnico e, attorniato da altri specialisti, si dedicò a studiare i rivoluzionari siluri Whitehead forniti dai britannici; li modificò secondo le specifiche inviate dagli alti comandi e sviluppò il Mark 5 nel 1911. Il siluro era efficace e le commesse incrementarono, tanto che Hart si occupò di razionalizzare la produzione e di assumere molti lavoratori civili che, pur lavorando con turni pesanti, erano a stento in grado di rispettare i tempi: ne nacque così una vertenza tra Hart e il sindacato dei metalmeccanici. Il giovane ufficiale aveva rispetto per il lavoro manuale – la sua famiglia proveniva dall'ambiente dell'artigianato – e sembra avesse deciso di pagare stipendi superiori a quelli mediamente percepiti in aziende civili; egli, perciò, si fece forte di queste concessioni per farsi amici i rappresentanti di fabbrica e rintuzzare le denunce del sindacato. Tale strategia gli inimicò l'allora Vicesegretario alla Marina Franklin Delano Roosevelt, preposto (tra le sue funzioni) a supervisionare la forza lavoro civile della United States Navy e sostenitore, al contrario, dei segretari dei sindacati. Il contrasto tra i due rimase vivo negli anni. Il mandato alla fabbrica si rivelò cruciale nell'approfondimento delle applicazioni dei siluri, nonché della politica. Nel settembre 1914 Hart tornò al servizio in mare quale vicecomandante della nave da battaglia USS Minnesota. Con questa unità partecipò alla seconda fase dell'intervento statunitense a Veracruz e fu provvisoriamente il capo di stato maggiore del reparto marine della corazzata, sbarcato su suolo messicano; il ruolo lo portò a essere presente a più di una delle negoziazioni intercorse con le milizie locali. Dopo che la situazione in Messico era tornata sotto controllo, Hart continuò a servire sulla Minnesota in regolari esercitazioni e crociere. Nel febbraio 1916 nuovi ordini lo destinarono alla base di Pearl Harbor, nelle isole Hawaii, per prendere il comando della 3ª Divisione sommergibili, parte della Pacific Torpedo Flotilla: sebbene egli non avesse alcun genere di preparazione specifica sui battelli subacquei, avrebbe potuto ciononostante rimediare ai difetti che erano stati riscontrati nei siluri in uso. Giunto a Oahu, Hart si rese conto sia che la divisione affidatagli era mediocre, sia che il posto era caratterizzato da una vivace vita notturna; dispose dunque che i suoi sommergibili passassero buona parte delle giornate a incrociare nelle acque dell'arcipelago, allo scopo di mantenere in forma gli uomini e affinarne le capacità: lui stesso si impose questa routine e diversi suoi sottoposti gli si fecero ostili. In tutta risposta, Hart ne preparò il trasferimento sul continente senza avvisarli, se non quando li ebbe ricevuti nel proprio ufficio, e l'episodio gli guadagnò il soprannome di "Terrible Tommy". Egli si dedicò quindi all'esigente addestramento dei sommergibilisti che dette i suoi frutti, ad esempio incrementando nettamente la precisione nel lancio dei siluri e la forma fisica degli equipaggi. I risultati raggiunti gli valsero nel gennaio 1917 la promozione a capitano di fregata e, informalmente, il riconoscimento di essere parte della "vecchia guardia" della branca sommergibilistica statunitense. Fu avanzato al grado di capitano di vascello tre mesi più tardi, in concomitanza con l'entrata degli Stati Uniti nella prima guerra mondiale.

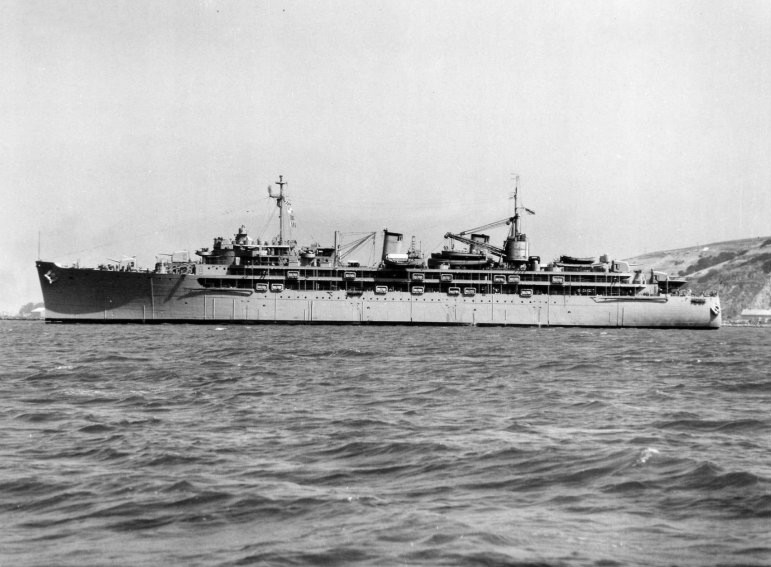
La Bushnell (qui nel 1947), nave ammiraglia di Hart nella prima guerra mondiale

In maggio lasciò la divisione e Pearl Harbor per tornare sulla costa orientale, dove le alte sfere gli avevano assegnato in contemporanea il posto di comandante della base di sommergibili a New London, di capo di stato maggiore del comandante della forza sottomarina della United States Atlantic Fleet e di comandante dell'incrociatore protetto USS Chicago. In ogni caso mantenne il triplo incarico solo per il mese di luglio perché, nell'agosto 1917, fu messo a capo di una coppia di divisioni sommergibili (la 4ª e la 5ª, la cui ammiraglia era la nave appoggio sommergibili USS Bushnell) con l'ordine di spostarsi in Europa e contribuire alla lotta contro gli U-Boot della Kaiserliche Marine. Poiché le sue unità della classe K non erano capaci di navigare attraverso l'oceano Atlantico e arrivare fino al Regno Unito, Hart escogitò un trasferimento in due scaglioni dei suoi battelli mediante l'impiego di grandi rimorchiatori di squadra, che trainarono i suoi undici sommergibili nella gran parte del viaggio da Filadelfia alle Azzorre. Da qui essi proseguirono per l'Irlanda, dove arrivò anche Hart con due navi appoggio; egli organizzò le basi e la collaborazione con gli alleati britannici a Queenstown, Portsmouth e Harwich tra l'aprile e il giugno 1918. Soggiornò brevemente anche a Londra prima di essere richiamato durante luglio negli Stati Uniti, dove il ministero della Marina, ad agosto, lo nominò responsabile dell'arma sottomarina in seno all'Ufficio del Capo delle operazioni navali, alle dirette dipendenze del dicastero. Non appena insediatosi rese un rapporto dettagliato sulla battaglia dell'Atlantico e sui provvedimenti adottati dai britannici, nonché sulla sua attività, invero priva di qualsivoglia evento degno di nota – i suoi sommergibili non avvistarono neppure un U-Boot. Hart dedicò molte energie ad avviare il suo dipartimento, appena fondato e senza una competenza ben delineata, e si ritagliò uno spazio d'influenza nei nuovi progetti e nella definizione delle norme generali.

### Gli anni venti e trenta

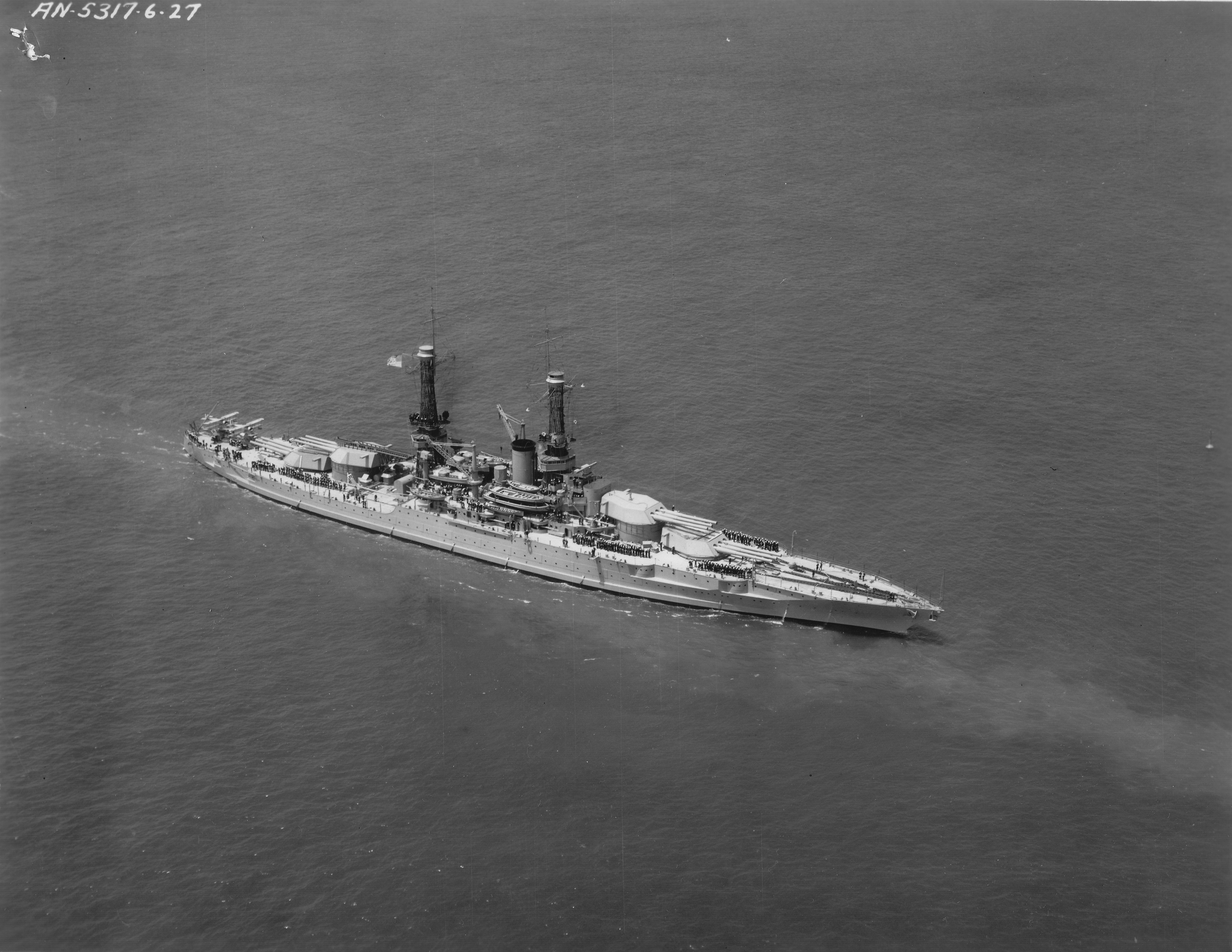
La corazzata Mississippi nel 1927: il comando di questa unità fu ritenuto da Hart uno dei momenti più alti del suo servizio militare

Hart mantenne il suo ruolo fino al luglio 1920, quando fu informato di essere stato nominato comandante della 3ª Flottiglia sommergibili, una delle componenti della United States Asiatic Fleet suddivisa tra la Cina e la colonia delle Filippine. Hart si trasferì dunque in Estremo Oriente con l'aggiuntivo ruolo di capitano della nave appoggio del reparto, la USS Beaver, confermando le proprie doti tecniche e di leadership, tanto che dal marzo all'agosto 1921 cumulò anche il controllo della 18ª Divisione sommergibili. Era però un ufficiale di bandiera che, ancora, non aveva ricevuto una formale e completa preparazione: ottenne perciò di essere rimpatriato (1922) ed entrò al Naval War College di Newport, diplomandosi nel maggio 1923. Poco tempo dopo fu contattato da emissari dell'United States Army e gli fu offerta una cattedra all'Army War College di Washington, raro privilegio che Hart accettò; fu quindi istruttore in quell'istituto per un anno. Passato un breve periodo di riposo, Hart viaggiò sino a Honolulu per prendere il posto di comandante della moderna nave da battaglia USS Mississippi, il 6 giugno 1925. Per i successivi due anni Hart si costruì una solida esperienza sulle manovre complesse di una flotta, nell'utilizzo armonioso di unità navali miste e nelle operazioni di squadre di corazzate: anni dopo egli ammise che aveva considerato quel periodo come il massimo della sua carriera. Nel 1927 fece ritorno sul continente e viaggiò fino al 3º Distretto navale per fare rapporto al quartier generale, New York, dove rimase alcune settimane in veste di vicecomandante; ricoprì quindi il ruolo di supervisore generale per la parte militare del porto cittadino. Il 4 ottobre, infatti, divenne Ispettore degli armamenti al silurificio di Newport ed esercitò questo incarico fino al giugno 1929. Il mese successivo si sistemò sulla USS Holland, centro nevralgico dal quale dirigeva tutte le formazioni di sommergibili con la qualifica di "Commander Submarine Divisions": egli faceva riferimento al comando della flotta da battaglia. Durante il mese di settembre avanzò al grado di contrammiraglio, in accordo alle sue nuove funzioni. Tuttavia i trattati navali di Washington e di Londra (quest'ultimo siglato nell'aprile 1930) imposero limitazioni al numero e al tonnellaggio dei sommergibili per i firmatari: Hart fu così costretto a ridurli da 106 a cinquantacinque, a redistribuirli nei due oceani e a vedersi sospendere sine die tutti i progetti e le costruzioni. Nel maggio 1930 assunse il comando della cosiddetta "Control Force" che era demandata a difendere le rotte atlantiche, salvo riprendere il precedente ruolo nel gennaio 1931, che ora rispondeva al titolo di "Commander Submarine Force". Questo secondo mandato durò pochi mesi e il 1º maggio Hart iniziò la sovrintendenza dell'Accademia navale ad Annapolis. In genere era un posto riservato a un ammiraglio, ma i massimi dirigenti della United States Navy avevano molta fiducia in Hart che, in effetti, ottenne elogi per il proprio operato e mantenne il posto fino al 18 giugno 1934. In questi anni si avvicinò al tenente generale Douglas MacArthur, capo di stato maggiore dell'esercito e che aveva avuto modo di conoscere in passato attraverso il fratello maggiore.

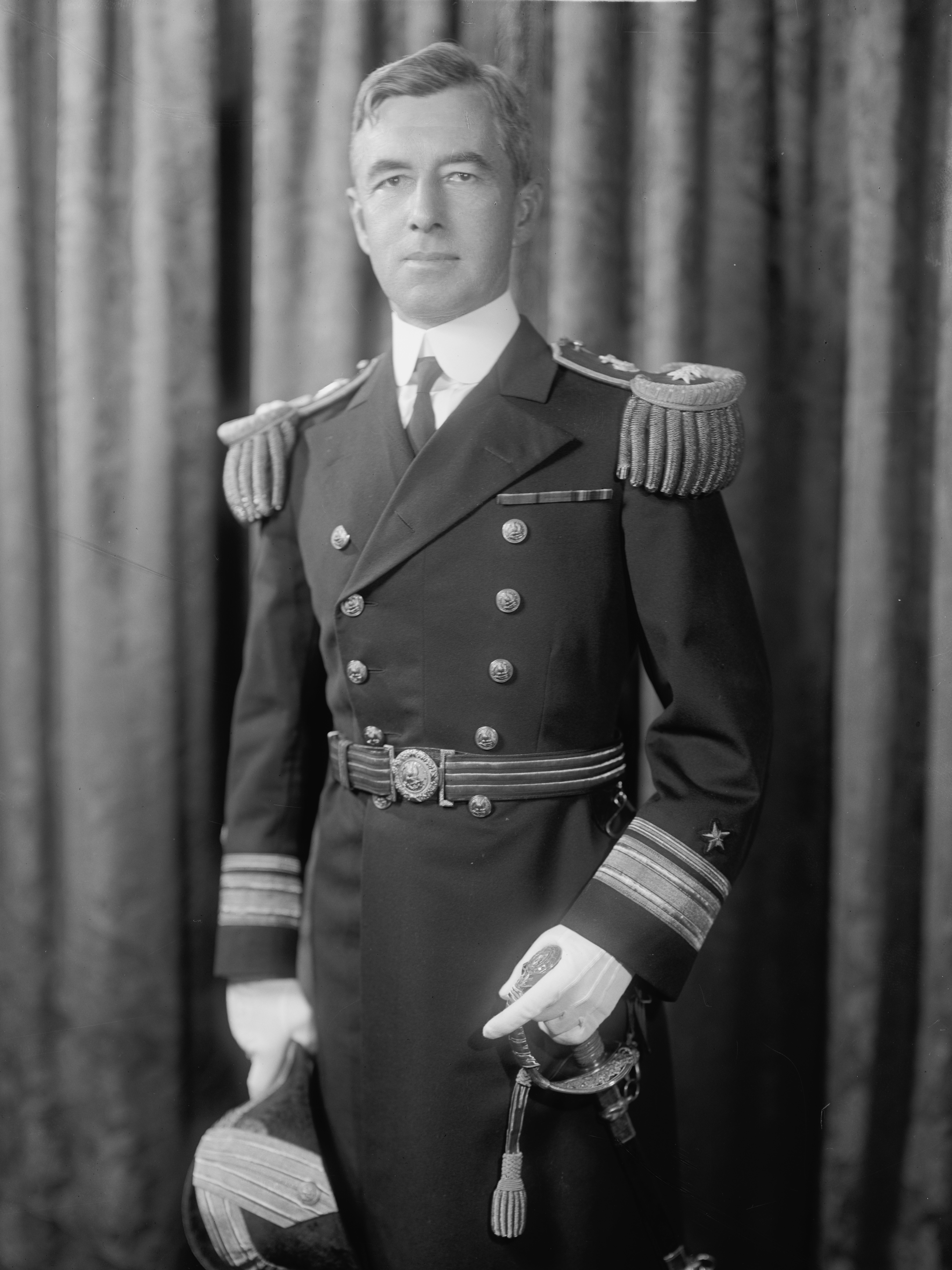
Hart in uniforme da contrammiraglio. Nella destra tiene una tradizionale feluca.

Ceduta la sovrintendenza, a luglio fu messo a capo della 6ª Divisione incrociatori, parte della "Scouting Force", e issò la propria bandiera sull'incrociatore pesante USS Louisville. Hart aveva espresso la propria preferenza per gli incrociatori e aveva declinato ciò che gli aveva offerto l'alto comando, ovvero una divisione di navi da battaglia; egli, infatti, riteneva di aver già passato abbastanza tempo a bordo delle corazzate, unità preziose che raramente agivano in maniera indipendente. Al contrario, l'incrociatore pesante era un tipo di nave scaturito dalle limitazioni agli armamenti navali e si caratterizzava per dinamicità d'impiego. Hart dette prova di maestria e nel febbraio 1935 o aprile 1935 divenne egli stesso comandante della "Scouting Force", cumulando inoltre il controllo della 5ª Divisione incrociatori. Le fonti non menzionano quando avvenne la nomina a viceammiraglio, necessaria per tenere una posizione del genere. Partecipò subito dopo a una delle complesse esercitazione generali (detta "Fleet Problem XVI") nella parte di una formazione nemica; Hart radunò dodici degli idrovolanti imbarcati sulle sue unità e li inviò in un fittizio bombardamento contro le installazioni dell'atollo di Midway, mettendo in luce il proprio concetto di utilizzo aggressivo degli incrociatori. Cosa accadde dopo è dibattuto dalle fonti: secondo una, Hart lasciò la Scouting Force nel giugno 1936 e fu poco dopo integrato nel Comitato generale della Marina, una sorta di consiglio di decani per l'alto comando e del quale divenne presidente nel dicembre 1936. Un'altra fonte, invece, afferma che soltanto il 23 gennaio 1937 arrivò l'assegnazione al Comitato, una nomina curiosa poiché, per consuetudine, era data ad alti ufficiali alla fine della carriera: nel 1937, tuttavia, ancora cinque anni separavano Hart dalla pensione. In ogni caso la nuova posizione gli permise di intervenire incisivamente nella scelta dei nuovi progetti e si oppose con tutti i suoi poteri alla massiccia immissione di grandi sommergibili oceanici: Hart li riteneva giganti inutili e, al contrario, era convinto assertore dell'efficacia dei battelli costieri. Nel 1938 ne nacque un'accesa rivalità con il contrammiraglio Charles Lockwood, risolta con la compromissoria ordinazione di solo sei esemplari classe Tambor. Tra le altre questioni, il Comitato si occupò della innovativa classe Atlanta e Hart figurò tra coloro che ne caldeggiarono l'adozione. In ogni caso questo consesso operò tra i limiti imposti dai trattati navali e le ristrettezze economiche della Grande depressione; fu giocoforza tagliare i costi, indirizzare le non enormi risorse verso pochi progetti, risparmiare su manutenzione e collaudi. Furono distribuiti siluri e proietti sommariamente testati, che in guerra dovevano rivelarsi di funzionamento erratico (specie i Mark 14 per i sommergibili).
All'inizio del 1939 Hart era tra i nomi selezionabili per il ricambio ai vertici della United States Pacific Fleet e della Asiatic Fleet. Con gli ottimi trascorsi di servizio che poteva sfoggiare, Hart era un candidato papabile per la prima: sembra però che Roosevelt, suo vecchio avversario ora presidente, ne abbia ostacolato la nomina. L'ufficiale fu così destinato all'Estremo Oriente, assunse il nuovo comando il 25 luglio 1939 e concordemente fu elevato al grado di ammiraglio. All'epoca l'Asiatic Fleet comprendeva la nave ammiraglia USS Augusta, l'incrociatore leggero USS Marblehead, tredici cacciatorpediniere della vecchia classe Clemson con la propria nave appoggio, sei sommergibili classe S (affiancati da un'altra unità d'appoggio), un grosso stormo di trentasei idrovolanti Consolidated PBY Catalina servito da un paio di navi ausiliarie, una variegata flottiglia di cannoniere costiere o fluviali e infine il 4º Reggimento marine: le cannoniere e questo reparto terrestre erano schierati in Cina, a Shanghai e lungo il Fiume Azzurro (cosiddetta "pattuglia dello Yangtze"), per proteggere gli interessi statunitensi nel paese sconvolto dalla guerra. Hart si ritrovò dunque alla testa di una flotta dotata di materiale di modesto valore, quando non obsoleto, chiamata a operare su una vasta area geografica, priva di adeguato supporto logistico e in un'atmosfera di crescente tensione internazionale, specie con il minaccioso Impero giapponese. Non appena arrivato a Manila, sede del 16º Distretto navale, preferì sollevarne il comandante che aveva dato segni di squilibrio mentale; sino al novembre 1941 Hart cambiò altri cinque ufficiali in questo ruolo poiché, secondo l'ammiraglio, Washington gli inviava individui «[...] che non erano della qualità necessaria alle particolari condizioni».

### La seconda guerra mondiale

#### Nelle Filippine

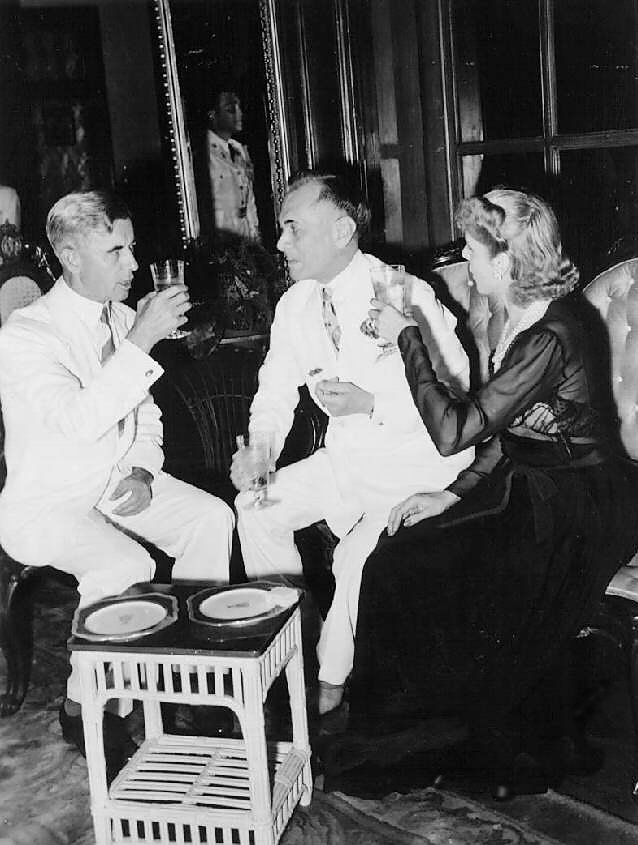
Il presidente filippino Manuel Quezón (al centro), la giornalista Clare Boothe Luce e Hart, in abiti civili, a un ricevimento a Manila, nell'ottobre 1941

Nel gennaio 1941 il capitano di fregata John McCrea, aiutante del Capo alle operazioni navali Harold Rainsford Stark, arrivò a Manila ed ebbe un lungo incontro con Hart e lo stato maggiore dell'Asiatic Fleet: fu loro presentato il più recente piano di guerra (WPL-44 o "Rainbow 3") nel caso non inverosimile di un attacco giapponese. Inoltre McCrea mise al corrente Hart dei contatti presi con i britannici e con le autorità delle Indie orientali olandesi, allo scopo di coordinare gli Alleati anche nel Sud-est asiatico. Il piano prevedeva rinforzi sostanziosi per l'ammiraglio Hart ma, per ragioni politiche, Washington ribaltò le direttive: egli avrebbe dovuto arrangiarsi con ciò che aveva, fornendo supporto (soprattutto per quanto riguardava i cacciatorpediniere) alla Eastern Fleet stanziata a Singapore che, presto, avrebbe integrato navi da battaglia e una portaerei. Contatti e accordi con gli olandesi furono decisamente rari e gli statunitensi, Hart compreso, facevano affidamento sul fatto che Londra e il governo in esilio neerlandese avevano solide comunicazioni anche in ambito militare: oltretutto Hart non si curò di conoscere meglio capi, scopi e mezzi della Koninklijke Marine. Problemi enormi e più immediati riguardavano la logistica e Hart si dedicò in particolare a potenziare le strutture di Cavite, a disperdere depositi di munizioni, fusti di benzina, riserve di carburante avio e a spostare in tunnel gli apparecchi di comunicazione; l'isola di Corregidor fu dotata di fortificazioni e numerosi pezzi d'artiglieria. La prevista stazione aerea a Cavite, però, non fu mai costruita nonostante i 5 milioni di dollari già allocati. Hart dirottò gli sforzi su due basi secondarie, a Mariveles e a Olongapo nella baia di Subic, completate nell'estate 1941. A fine luglio, intanto, il generale Douglas MacArthur aveva assunto il comando di tutte le forze terrestri nelle Filippine; orgoglioso, borioso e certo che le forze navali non fossero poi così differenti dall'esercito, MacArthur dimostrò una straordinaria mancanza di collaborazione. Hart ne rimase stupito e irritato: sembra che il generale non sopportasse l'idea che il collega avesse un grado in più e non risparmiava caustici commenti – Hart riportò nel proprio diario che si sentì dire «[...] procurati una vera flotta, Tommy, e così ti sentirai al tuo posto». MacArthur non volle tenerlo informato dei propri piani, che coinvolgevano pressoché l'intera aeronautica sull'arcipelago, e si ostinava a ripetergli che il Giappone avrebbe attaccato le Filippine solo nel 1945. L'ammiraglio fu poi indispettito dalle direttive confuse o irreali che gli arrivavano dal ministero, il quale per giunta tardava a inviargli rinforzi. Con leadership energica, Hart organizzò il trasferimento dalla Cina di tutte le cannoniere capaci di affrontare il mare aperto alle Filippine; una fu ceduta a Chiang Kai-shek, le altre cinque riuscirono nell'impresa e portarono a Manila anche il contrammiraglio William Glassford, comandante della pattuglia dello Yangtze. Tempestò Washington di dispacci e ottenne ventitré sommergibili con un'altra nave appoggio, la vetusta portaerei/portaidrovolanti USS Langley e una squadriglia di sei motosiluranti. Nel novembre 1940 aveva dovuto rinunciare all'incrociatore Augusta e issare le proprie insegne sull'incrociatore pesante USS Houston; tuttavia, il 4 dicembre 1941 incluse il moderno incrociatore leggero USS Boise, arrivato a Manila con un convoglio.

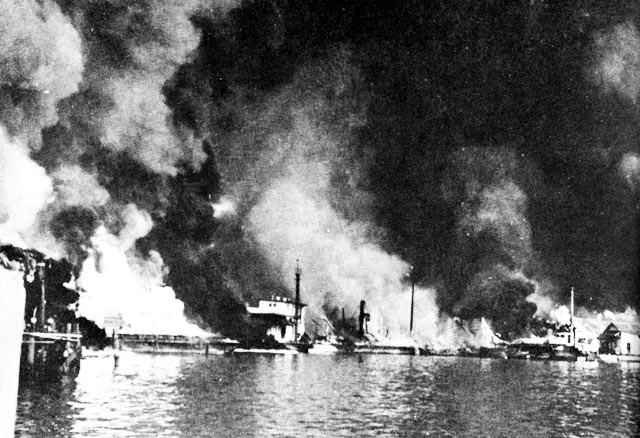
Cavite e la vicina base statunitense in fiamme, dopo il raid aereo giapponese del dicembre 1941

Con il precipitare delle relazioni diplomatiche con Tokyo l'ammiraglio Stark inviò a Hart, il 26 novembre 1941, un preavviso di guerra; secondo Rainbow 3 cominciò subito a trasferire nelle Filippine meridionali o nelle Indie olandesi l'Asiatic Fleet, lontano dal raggio d'azione dell'aviazione nipponica e meglio posizionata per sostenere gli olandesi: lo Houston si ancorò a Iloilo, il Marblehead con otto cacciatorpediniere e una delle navi appoggio andò nei porti del Borneo. Al contempo Hart suddivise le sue forze in quattro Task force, dispiegò i sommergibili nei punti strategici e ordinò una serie di ricognizioni con i Catalina. Nei primi giorni di dicembre ebbe un incontro con l'ammiraglio Thomas Phillips, comandante in capo delle forze navali britanniche a Singapore, al quale garantì una divisione di cacciatorpediniere. La sera del 7 dicembre, ovvero del 6 alle Hawaii a causa della linea internazionale del cambio di data, andò a vedere un film in centro e si coricò tardi. Svegliato alle 03:30 dell'8 dicembre e informato dell'attacco di Pearl Harbor, si precipitò all'edificio Marsman dove si trovava il quartier generale e fece subito salpare lo Houston, la Langley e due cacciatorpediniere con il contrammiraglio Glassford alla volta di Balikpapan. Nel frattempo il generale Lewis Brereton aveva richiesto a MacArthur di bombardare Formosa, allo scopo sorprendere le forze aeree che si sapeva i giapponesi vi avevano concentrato, ma ricevette una risposta negativa. Di conseguenza, anche a causa di una serie di coincidenze e casualità, quando l'11ª Flotta aerea nipponica piombò sull'isola di Luzon, colse a terra quasi tutti gli aeroplani e ne fece strage. I giapponesi ottennero la superiorità aerea e ciò ridusse ancora di più le potenzialità dell'Asiatic Fleet; d'altro canto, quella sera Hart indirizzò alle Indie olandesi anche il Boise con tre unità minori. Il 10 dicembre Cavite fu duramente colpita da un'ottantina di bombardieri nipponici, la città fu devastata e sia la base, sia l'arsenale statunitensi furono ridotti in rovina. Hart aveva assistito all'attacco dal tetto del Marsman e fece evacuare verso sud tutte le unità sopravvissute (cinque cacciatorpediniere e due dragamine), mentre il sommergibile USS Sealion, troppo danneggiato, dovette essere mandato a fondo. A Davao, intanto, due Catalina erano stati distrutti e la nave appoggio USS William B. Preston fuggì danneggiata nelle Indie olandesi. Il 12 un gruppo di Mitsubishi A6M assaltò Olongapo ed eliminò i sette Catalina presenti. Hart sperava di poter fare uso proficuo dei sommergibili, pur essendo del tipo oceanico e non costiero (che egli riteneva ben più utili nelle acque delle Filippine), ma in generale la loro efficacia fu ostacolata dai siluri difettosi che adoperavano; il 14 dicembre, ad esempio, un attacco alla portaidrovolanti Sanyo Maru fallì proprio per mancato innesco. Riuscirono a colare a picco solo due piccoli trasporti il 22 e 23 dicembre, al largo del Golfo di Lingayen, e a danneggiare un'altra unità. L'unico altro servizio utile fu l'avvistamento della flotta d'invasione nipponica diretta nel golfo, effettuato dall'USS Stingray. La situazione era critica e Hart telegrafò al ministero che Manila non era più difendibile, informando che in rada aveva ritenuto solo poche unità ausiliarie, mercantili e l'ammiraglia sostitutiva – lo yacht/cannoniera Isabel. Allo stesso tempo i rapporti con MacArthur si erano completamente deteriorati: il generale affermò che l'Asiatic Fleet era inattiva e concedeva grande libertà alla Marina imperiale giapponese. Intanto le navi evacuate a sud si erano radunate a Balikpapan e, da lì, la squadra statunitense decise sul momento di spostarsi a Soerabaja sull'isola di Giava; non era stato preparato quasi nulla con gli olandesi. Secondo precisi ordini da Washington, navi appoggio e unità minori proseguirono per Darwin, mentre incrociatori e cacciatorpediniere furono messi a scortare convogli, invece di pattugliare gli accessi a Giava.
MacArthur si trovò presto in difficoltà a contenere le divisioni giapponesi che dal Golfo di Lingayen calavano su Manila e, di sua iniziativa, annunciò il 24 dicembre che Manila assumeva lo status di città aperta. Hart rimase ancora una volta allibito, poiché il generale gli aveva assicurato, al contrario, che avrebbe combattuto strenuamente prima di lasciare la capitale all'esercito nipponico. Non era stato previsto alcun piano di evacuazione e, nella baia, erano rimasti solo un Catalina, il sommergibile USS Shark e la nave appoggio Canopus. Nel caos della rotta Hart fece salire gli ufficiali più capaci sull'idrovolante, egli prese posto nel sommergibile con un'altra sessantina di persone e i due mezzi partirono il 25; delle altre migliaia di uomini, compreso il 4º Reggimento marine ritirato da Shanghai, solo una frazione trovò la salvezza su pochi altri sommergibili che, cadute le Filippine, seguirono il resto dell'Asiatic Fleet. Tutto il materiale fu lasciato pressoché intatto, poiché Hart non aveva avuto il tempo di pianificare estesi sabotaggi. Secondo un'altra fonte, invece, lo Shark salpò il 26 dicembre.

#### Nelle Indie orientali olandesi

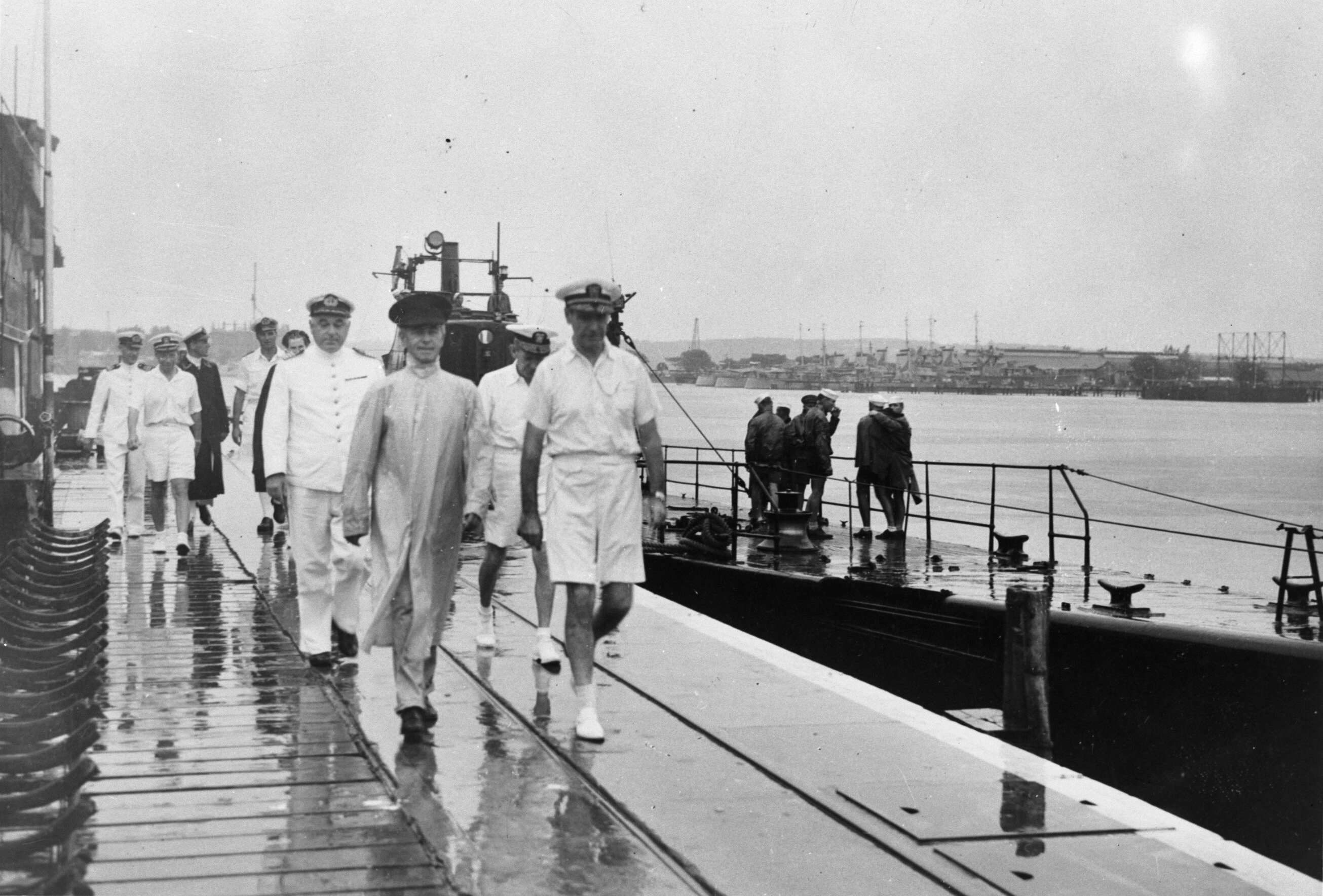
L'arrivo di Hart (in primo piano a sinistra) a Giava: il sommergibile sulla destra è, presumibilmente, lo Shark

Lo Shark si fermò a Soerabaja il 2 gennaio 1942 dopo un viaggio assai scomodo e, fattore grave, senza comunicazioni con l'esterno. Una volta a terra, Hart fu subito avviato alla residenza del governatore generale a Batavia dove, il giorno successivo, fu informato di essere stato scelto quale comandante supremo delle forze navali del costituendo American-British-Dutch-Australian Command (ABDACOM). Ricevette anche telegrammi dell'ammiraglio Stark che lo ragguagliavano sulla campagna diffamatoria messa in atto da MacArthur in patria, ai danni dell'Asiatic Fleet e di Hart in particolare. Egli era però troppo prezioso in quel frangente e lo dimostra il fatto che, pur avendo ormai 64 anni e avesse raggiunto i limiti d'età secondo le leggi in vigore, Stark e il Segretario Frank Knox vollero mantenerlo al suo posto. Come COMABDAFLOAT, Hart ebbe il proprio vice nel viceammiraglio Conrad Helfrich e uno stato maggiore misto: dapprima piazzò il comando a Soerabaja, poi si trasferì a Batavia per migliore coordinazione con il resto dell'ABDACOM che il 15 gennaio, con l'arrivo del generale Archibald Wavell, divenne operativo. Pur conscio che gli olandesi si battevano per sopravvivere, Knox ingiunse a Hart di combattere ma non di sacrificare le sue navi. Vista la carenza di supporto aereo e lo stato generale degli Alleati in Estremo Oriente, l'ammiraglio fece quel che poté e dette un'impronta dinamica alle operazioni: nella notte del 23-24 gennaio quattro cacciatorpediniere affondarono trasporti giapponesi a Balikpapan e rientrarono indenni. Il 2 febbraio riorganizzò le unità a sua disposizione in una "forza d'urto" il cui comando fu affidato al contrammiraglio Karel Doorman e che, due giorni dopo, inviò nella zona di Makassar per fermare l'invasione di Celebes. Secondo un suo celebre ordine «[...] nessun vascello [intendeva sia navi, sia sommergibili] lascerà la zona dell'azione fino a che non sarà affondato o non avrà esaurito le munizioni». La squadra fu tuttavia localizzata dai giapponesi e sostenne diversi attacchi aerei che danneggiarono il Marblehead, rimandato negli Stati Uniti, e misero fuori uso una delle torrette dello Houston; come contropartita, un sommergibile affondò il cacciatorpediniere Natsushio l'8 febbraio. Qualche giorno più tardi Hart inviò in pratica l'intera flotta ABDACOM nelle acque di Sumatra sulla quale i giapponesi stavano sbarcando, ma l'operazione fu un fiasco: un cacciatorpediniere olandese s'incagliò su scogliere non mappate e, il 15 febbraio, Doorman manovrò per ore sotto gli attacchi dei bombardieri giapponesi vicino all'isola di Bangka. Nessuna nave fu colpita, ma gli Alleati ripiegarono per non incappare nella Marina imperiale, ormai in guardia.

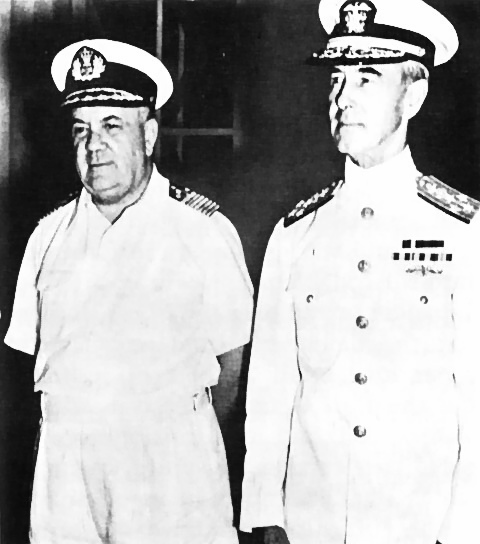
Gli ammiragli Helfrich (sinistra) e Hart, vertice dell'ABDAFLOAT

Nel frattempo l'ABDACOM stava rivelando tutte le sue debolezze e rivalità interne. I britannici si ritenevano scavalcati dagli americani. Gli olandesi pensavano che i loro alleati non si impegnassero seriamente nel contrastare i giapponesi e, in particolare, il viceammiraglio Helfrich era deluso sia dalle prestazioni dei sommergibili statunitensi, sia dalla sua posizione in subordine a Hart pur essendo il responsabile della Koninklijke Marine in Asia. Inoltre il generale MacArthur, trincerato a Corregidor, si era visto negare un impossibile rifornimento via mare e in una serie di messaggi al capo di stato maggiore, George Marshall, denunciò apertamente l'ammiraglio come disfattista e codardo. Il generale Wavell era poi in totale disaccordo con le valutazioni strategico-militari di Hart circa le forze armate giapponesi, che il britannico sottovalutava, e fece comunicare al primo ministro Winston Churchill che era sua opinione che ABDAFLOAT fosse affidata a un ufficiale olandese. Nello stesso gennaio 1942 Churchill espose il delicato argomento al presidente Roosevelt che, a sua volta, interloquì con il nuovo Capo alle operazioni navali ammiraglio Ernest King; ma a sua insaputa Roosevelt aveva già concordato in privato con Churchill che Hart doveva essere rimosso. Quest'ultimo, il 29, ebbe un incontro con Wavell e, dopo avergli spiegato che si trattava di una questione politica, gli disse che se Helfrich doveva succedergli, era necessaria una lettera ufficiale dal governatore neerlandese: Hart sperava in questo modo di mettere in una posizione difficile il suo interlocutore, invece fornì involontariamente un appiglio a suoi avversari. King rimase deluso dalla piega presa dagli avvenimenti, inviò un telegramma al collega per spiegargli la situazione nel complesso (non ultima l'atmosfera a Washington) e gli confessò che lo stesso presidente era ormai convinto che il vertice navale dell'ABDACOM doveva essere cambiato: gli suggerì di richiedere una sostituzione per "ragioni di salute". Con riluttanza, Hart accettò proprio durante la giornata del 15 febbraio e il suo posto fu assunto da Helfrich. Lasciò immediatamente Giava con un forte senso di rimorso, secondo i testimoni, per dover abbandonare gli uomini e gli equipaggi che aveva a lungo comandato.

### Ultimi incarichi, ritiro e morte

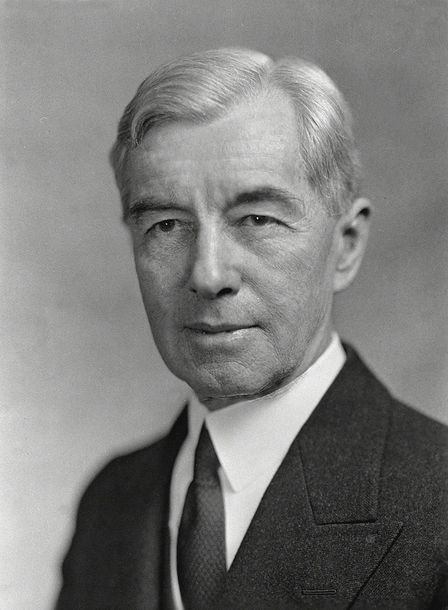
Conclusa la vita militare, Hart fu senatore del Connecticut

Hart rientrò negli Stati Uniti nel maggio 1942 e fu decorato da Roosevelt con una Gold Star, rappresentante la seconda assegnazione della Navy Distinguished Service Medal ottenuta negli anni dieci, e fu nominato presidente del Comitato generale onorificenze. Un mese più tardi venne a sapere che la United States Asiatic Fleet era stata ufficialmente sciolta, sebbene fosse già pressoché scomparsa dopo le battaglie navali del Mare di Giava e della Sonda. Il 1º luglio fu collocato nella lista degli ufficiali a riposo e, il mese successivo, tornò a occupare un seggio nel Comitato generale della Marina: mantenne i due incarichi fino al 31 ottobre, quando lasciò la presidenza del Comitato onorificenze. Nel febbraio 1944 il Segretario alla Marina scelse Hart per presiedere una commissione relativa all'attacco di Pearl Harbor: suo compito sarebbe stato quello di ascoltare, registrare e catalogare le testimonianze di diverse persone a conoscenza di fatti o episodi inerenti al 7 dicembre 1941. Poiché questi testimoni erano allora impegnati al fronte (soprattutto gli ufficiali) e, perciò, irreperibili per un eventuale processo, Hart viaggiò molto nelle settimane successive allo scopo di raccogliere e preservare tali documentazioni orali; concluse l'incarico nell'aprile 1944, ma continuò a servire nel Comitato generale, pur con ridotta influenza sugli avvenimenti.
Nel gennaio 1945 il senatore Francis Maloney del Connecticut morì improvvisamente. Hart aveva da anni trasferito la sua residenza in quello Stato ed era molto conosciuto: fu così contattato dal governatore dello Stato, che gli offrì il seggio vacante per il resto del mandato, e accettò. Il 9 febbraio lasciò definitivamente il servizio militare e, una settimana più tardi, assunse in via ufficiale le sue nuove funzioni. Sedette al Senato fino al 3 gennaio 1947 e rifiutò di candidarsi per le successive elezioni, sebbene il governatore gli avesse assicurato che avrebbe potuto ottenere una schiacciante vittoria.
Hart si ritirò a vita privata a casa sua nella cittadina di Sharon. Vi morì il 4 luglio 1971, alla veneranda età di 94 anni, a causa di infarto miocardico acuto. I solenni funerali si tennero nella Chiesa di Cristo di Sharon e il corpo fu seppellito l'8 luglio nel Cimitero nazionale di Arlington: Hart riposa nella tomba 5184-A, sezione 8. La sua eredità più consistente fu il suo diario, che aveva cominciato a tenere il 1º gennaio 1914. Continuò a scriverlo con regolarità sino al 12 giugno 1952 e rappresenta un manoscritto di notevole importanza storiografica.

## Famiglia
Durante il suo servizio come istruttore ad Annapolis (1902-1904) Hart iniziò a corteggiare Caroline Brownson, figlia dell'allora sovrintendente Willard Brownson che non ebbe da obiettare alle nozze. I coniugi andarono a vivere a Sharon e dal matrimonio nacquero cinque figli: Isabella (nata nel Connecticut, ma a Taconic), Roswell Roberts, Thomas Comins, Caroline (nata nel 1920 nel Vermont) e Harriet Taft (partorita nel Massachusetts). Il terzogenito seguì le orme paterne e, con il grado di capitano di corvetta, comandò il cacciatorpediniere USS Bullard durante la battaglia di Okinawa; colpito da leucemia, nel luglio 1945 fu ricoverato in un ospedale militare della costa occidentale. Hart e la moglie raggiunsero il capezzale del figlio poco prima che spirasse; fu seppellito nel cimitero di Arlington. Roswell Roberts morì nel 1980, la figlia Harriet si maritò con il reverendo Francis B. Sayre e anche le sue sorelle si coniugarono. La moglie Caroline sopravvisse a Hart per una decina d'anni: si spense nel 1982 e fu inumata accanto al marito.

## Dedicazioni
Uno dei cacciatorpediniere classe Knox fu nominato in onore di Hart: fu impostato nell'ottobre 1971, varato nell'agosto 1972 e immesso in servizio nel luglio 1973, ma presto fu riclassificato come fregata. Schierato durante la Guerra del Golfo, la United States Navy lo spostò nella flotta di riserva nell'agosto 1993 e lo cedette in seguito alla Marina militare turca, che lo ribattezzò Zafer. Già nel 2012, comunque, fu ritirato dal servizio attivo e fu affondato nel maggio 2016 nel corso di un'esercitazione di flotta.

## Onorificenze
Dati tratti da Thomas C. Hart Papers e da Arlingtoncemetery.net.